# Зора Богићевић-Никезић
Зора Богићевић Никезић (Чачак, 1924 — Београд, април 2014), учесница Народноослободилачке борбе и друштвено-политичка радница Социјалистичке Републике Србије.

## Биографија
Рођена је 1924. године у Чачку. Потицала је из сиромашне радничке породице. Њени родитељи имали су поред Зоре, још две старије ћерке — Наду рођену 1921. и Олгу рођену 1922. године. После основне школе, уписала је Женску стручну школу у Чачку. Преко најстарије сестре Наде, 1940. године се прикључила омладинском револуционарном покрету. Учествовала је у разним акцијама, које су Комунистичка партија Југославије (КПЈ) и Синдикат организовали у Чачку, а 1941. године је примљена у чланство Савеза комунистичке омладине Југославије (СКОЈ).

### Народноослободилачка борба
Априлски рат и окупација Југославије, 1941. године затекли су је као ученицу петог разреда Женске стручне школе. Одмах се укључила у Народноослободилачки покрет (НОП), сакупљала је прилоге, санитетски материјал и друге потребштине за партизане. Након ослобођења Чачка, почетком октобра ступила је у Пету љубићку чету Чачанског партизанског одреда „Др Драгиша Мишовић“. Учествовала је у борбама око Горњег Милановца, Такова, Равне Горе и на Руднику, где је била рањена.
После Прве непријатељске офанзиве, крајем 1941. године, са главнином партизанских снага се повукла у Санџак, а потом у источну Босну, где је марта 1942. године ступила у тада формирану Другу пролетерску ударну бригаду. Налазила се у Првој љубићкој чети Другог чачанског батаљона. Са овом бригадом прошла је дуг ратни пут преко Санџака, Црне Горе, Босне, Херцеговине, Далмације и западне Србије. Била је борац, болничарка, санитетски референт батаљона и политички комесар чете. У чланство Комунистичке партије Југославије (КПЈ) примљена је марта 1943. године.
У току рата је шест пута била рањавана, а најтеже је била рањена у борбама у околини Ваљева, 1. маја 1944. године. Тада је на носилима ношена до Берана, одакле је са осталим рањеницима савезничким авионима била пребачена у Бари, у Италију. У Барију је била оперисана, али је остала ратни војни инвалид.
Новембра 1944. године је дошла у ослобођени Београд, а у децембру је прешла у Чачак, где је била политички комесар војне болнице. После завршетка рата, поново је ступила у Другу пролетерску бригаду, али је децембра 1945. године била демобилисана у чину резервног капетана Југословенске армије (ЈА).

### Послератни период
Од 1946. године је радила као политички радник у Београду. Налазила се на дужностима члана Организационог одељења Окружног комитета КПЈ, кадровика и организационог секретара у Петом рејонском комитету КПЈ у Београду. Била је и потпредседник Народног одбора Петог рејона, одборник Народног одбора града Београда, заменик републичког посланика и др.
Завршила је Учитељску школу, а потом и Академију за примењену уметност у Београду. Бавила се модом, као модни креатор и била директор Центра за савремено одевање.
Умрла је априла 2014. године у Београду. Кремирана је и сахрањена поред супруга на Новом гробљу у Београду.
Носилац је Партизанске споменице 1941. и других југословенских одликовања.

## Породица
Обе Зорине сестре — Нада и Олга, биле су учеснице Народноослободилачког рата (НОР). Нада је била скојевка и потом борац Чачанског партизанског одреда. Олга је била болничарка најпре у Чачанском партизанском одреду, а потом у Другој пролетерској ударној бригади. Све три су преживеле рат и биле носиоци Партизанске споменице 1941.
Зора је била удата за југословенског дипломату и партијског функционера Марка Никезића (1921—1991), који је од 1965. до 1968. године био Савезни секретар за иностране послове СФРЈ, а од 1968. до 1972. године председник Централног комитета Савеза комуниста Србије, али је октобра 1972. године, заједно са Латинком Перовић, био смењен због „анархо-либерализма“.